# Roberto Mieres
Roberto Casimiro Mieres (ur. 3 grudnia 1924 w Mar del Plata, zm. 26 stycznia 2012 w Punta del Este) – argentyński kierowca wyścigowy oraz żeglarz sportowy.
W latach 1953–1955 ścigał się w Formule 1. Początkowo jeździł dla Gordini, później Maserati. Zasłynął z tego, że wyskoczył w czasie jazdy z płonącego samochodu w GP Belgii w 1954. W Formule 1 trzy razy zajmował 4 pozycję w pojedynczym wyścigu, jednak nigdy nie stanął na podium. W klasyfikacji kierowców w 1954 był 11, a w 1955 zajął 8 miejsce.
Mieres ścigał się też w innych seriach. W 1954 zajął 2 miejsce w motocyklowym GP Buenos Aires. Karierę kierowcy zakończył po wypadku w rajdzie Kuby, gdy wjechał w grupę kibiców, zabijając 4 osoby.
Wziął udział w zawodach żeglarskich na igrzyskach olimpijskich w 1960 w Rzymie, gdzie zajął 17. miejsce w klasie Star.